# Lithia Springs, Georgia
Lithia Springs är en ort (CDP) i Douglas County, i delstaten Georgia, USA. Enligt United States Census Bureau har orten en folkmängd på 15 491 invånare (2010) och en landarea på 35,2 km².